# (3551) Verenia
(3551) Verenia ist ein Asteroid vom Amor-Typ, der am 12. September 1983 von R. Scott Dunbar am Mount Palomar entdeckt wurde.
Der Asteroid ist nach der ersten Vestalin benannt, die vom sagenhaften römischen König Numa Pompilius geweiht worden war. (3551) Verenia ist der erste der Amor-Typ-Asteroiden, der zum Asteroiden (4) Vesta in eine Gruppe gestellt wurde.
Ein naher Vorbeiflug an (3551) Verenia war für die Monderkundungssonde Clementine im Oktober 2005 geplant.
Weitere Bahnparameter sind:
- Länge des aufsteigenden Knotens: 173,938°
- Argument des Perihels: 193,129°